# Темирская городская администрация
Темирская городская администрация — административно-территориальное образование в Темирском районе Актюбинской области.

## Населённые пункты
В состав Темирской городской администраций входят: город Темир (2678 жителей) и село Жамбыл (307 жителей).

## Население

### Динамика численности
| Численность населения | Численность населения | Численность населения |
| 1989                  | 1999                  | 2009                  |
| --------------------- | --------------------- | --------------------- |
| 4120                  | ↘2759                 | ↗2985                 |

### Численность населения[1][2][3][4]
| № | Населённый пункт | Перепись населения 1989 | Перепись населения 1999 | Перепись населения 2009 |
| - | ---------------- | ----------------------- | ----------------------- | ----------------------- |
| 1 | г. Темир         | 3503                    | 2310                    | 2678                    |
| 2 | с. Жамбыл        | 617                     | 449                     | 307                     |
|   | Всего            | 4120                    | 2759                    | 2985                    |